# Nordlig myrpiplärka
Nordlig myrpiplärka (Corythopis torquatus) är en fågel i familjen tyranner inom ordningen tättingar.

## Utseende och läte
Nordlig myrpiplärka är en liten tyrann med ett udda utseende, mer lik en liten trast eller en myrfågel i både utseende och beteende. Ovansidan är brun och undersida vit med breda svarta strimmor på bröstet. Den korta sången är stigande och fallande, på engelska återgiven som "wheeu, pew".

## Utbredning och systematik
Nordlig myrpiplärka förekommer i norra delen av Amazonområdet i Sydamerika. Den delas in i tre underarter med följande utbredning:
- Corythopis torquatus torquatus – förekommer från östra Peru till norra Bolivia och västra Amazonområdet (Brasilien)
- Corythopis torquatus sarayacuensis – förekommer från sydöstra Colombia till östra Ecuador och nordöstra Peru
- Corythopis torquatus anthoides – förekommer i södra Venezuelas anslutning till Guyana och norra Amazonområdet i Brasilien

### Familjetillhörighet
Arten placeras traditionellt i familjen tyranner. DNA-studier visar dock att Tyrannidae består av fem klader som skildes åt redan under oligocen,, varför vissa auktoriteter behandlar dem som egna familjer. Nordlig myrpiplärka med släktingar bryts då ut till familjen Pipromorphidae.

## Levnadssätt
Nordlig myrpiplärka hittas i låglänt regnskog där den struttar kring på marken med kroppen upprätt. Den har förkärlek för att promenera på liggande trädstammar och trädrötter i uppvuxen regnskog. Ibland gör den korta flygturer upp till undervegetationen för att fånga insekter.

## Status och hot
Arten har ett stort utbredningsområde, men tros minska i antal, dock inte tillräckligt kraftigt för att den ska betraktas som hotad. Internationella naturvårdsunionen IUCN listar arten som livskraftig (LC).